# Saint-Jans-Cappel
Saint-Jans-Cappel [sɛ̃ ʒɑ̃s kapɛl] (Sint-Janskappel en Flamand, litt. la chapelle de Saint-Jean) est une commune française, située dans le département du Nord en région Hauts-de-France.

## Géographie

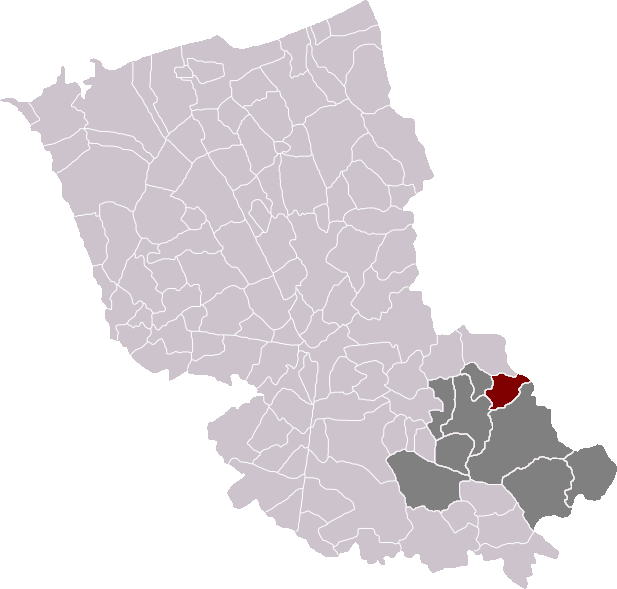
Saint-Jans-Cappel dans son canton et son arrondissement.

Saint-Jans-Cappel est située au cœur des monts des Flandres.
La commune est traversée par les routes départementales 10, 18 et 223.

### Communes limitrophes
| Berthen | Boeschepe         |          |
|         | Saint-Jans-Cappel |          |
| Méteren |                   | Bailleul |

La commune est composée de plusieurs hameaux et lieux-dits: Le Mont Noir, ancienne seigneurie de Noirmont, appelée aussi Van Borbe et Swartenberg, 1857 - Schakje - Croix de Poperinghe - Meulehouck - Hoghenacker - La Manche - La Tombe, ancienne seigneurie.

### Hydrographie

#### Réseau hydrographique
La commune est située dans le bassin Artois-Picardie. Elle est drainée par la Becque de Steenwerck, la Becque du Mont Noir, le Coin du Moulin, le Courant des Sept Mesures,,.
La Becque de Steenwerck, d'une longueur de 19 km, prend sa source dans la commune de Boeschepe et se jette  dans la Vleeterbeck en Belgique. 

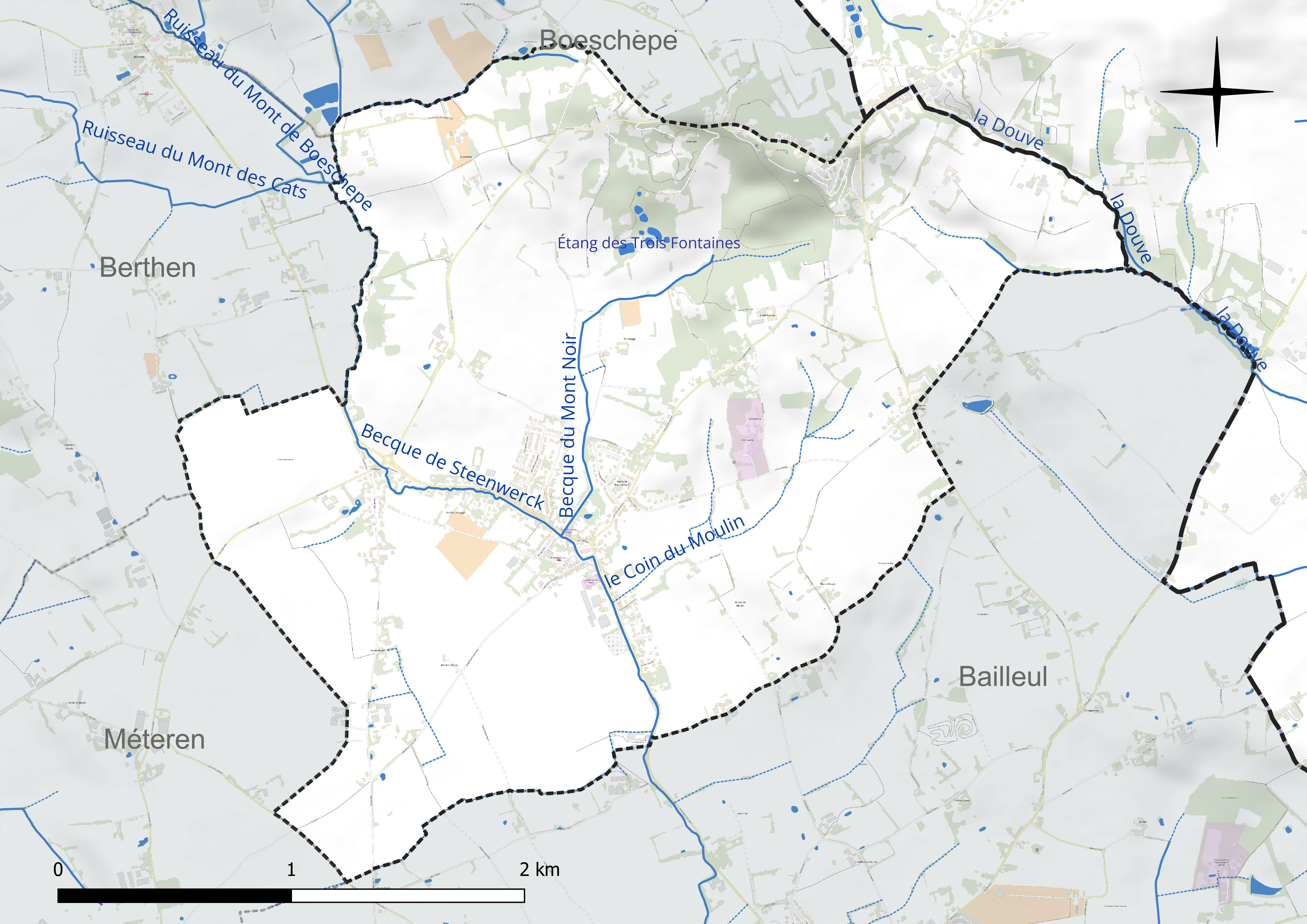
Réseau hydrographique de Saint-Jans-Cappel.

Un plan d'eau complète le réseau hydrographique : l'étang des Trois Fontaines (0,1 ha),.

#### Gestion et qualité des eaux
Le territoire communal est couvert par le schéma d'aménagement et de gestion des eaux (SAGE) « Lys ». Ce document de planification concerne un territoire de 1 835 km2 de superficie, délimité par le bassin versant de la Lys. Le périmètre a été arrêté le 29 mai 1995 et le SAGE proprement dit a été approuvé le 6 août 2010, puis révisé le 20 septembre 2019. La structure porteuse de l'élaboration et de la mise en œuvre est le syndicat mixte pour l'élaboration du SAGE de la Lys (SYMSAGEL). 
La qualité des cours d'eau peut être consultée sur un site dédié géré par les agences de l'eau et l'Agence française pour la biodiversité. 

### Climat
Pour des articles plus généraux, voir Climat des Hauts-de-France et Climat du Nord.
En 2010, le climat de la commune est de type climat océanique dégradé des plaines du Centre et du Nord, selon une étude du CNRS s'appuyant sur une série de données couvrant la période 1971-2000. En 2020, Météo-France publie une typologie des climats de la France métropolitaine dans laquelle la commune est exposée à un climat océanique et est dans la région climatique  Côtes de la Manche orientale, caractérisée par un faible ensoleillement (1 550 h/an) ; forte humidité de l'air (plus de 20 h/jour avec humidité relative > 80 % en hiver), vents forts fréquents. 
Pour la période 1971-2000, la température annuelle moyenne est de 10,3 °C, avec une amplitude thermique annuelle de 14,1 °C. Le cumul annuel moyen de précipitations est de 795 mm, avec 12,1 jours de précipitations en janvier et 8,5 jours en juillet. Pour la période 1991-2020, la température moyenne annuelle observée sur la station météorologique la plus proche, située sur la commune de Steenvoorde à 11 km à vol d'oiseau, est de 11,2 °C et le cumul annuel moyen de précipitations est de 727,8 mm,. Pour l'avenir, les paramètres climatiques de la commune estimés pour 2050 selon différents scénarios d'émission de gaz à effet de serre sont consultables sur un site dédié publié par Météo-France en novembre 2022.

## Urbanisme

### Typologie
Au 1er janvier 2024, Saint-Jans-Cappel est catégorisée bourg rural, selon la nouvelle grille communale de densité à sept niveaux définie par l'Insee en 2022.
Elle appartient à l'unité urbaine d'Armentières (partie française), une agglomération internationale regroupant dix  communes, dont elle est une commune de la banlieue,,. Par ailleurs la commune fait partie de l'aire d'attraction de Lille (partie française), dont elle est une commune de la couronne,. Cette aire, qui regroupe 201 communes, est catégorisée dans les aires de 700 000 habitants ou plus (hors Paris),.

### Occupation des sols
L'occupation des sols de la commune, telle qu'elle ressort de la base de données européenne d'occupation biophysique des sols Corine Land Cover (CLC), est marquée par l'importance des territoires agricoles (87,6 % en 2018), en diminution par rapport à 1990 (91,2 %). La répartition détaillée en 2018 est la suivante : 
terres arables (81,2 %), zones urbanisées (7,9 %), zones agricoles hétérogènes (6,4 %), forêts (4,6 %). L'évolution de l'occupation des sols de la commune et de ses infrastructures peut être observée sur les différentes représentations cartographiques du territoire : la carte de Cassini (XVIIIe siècle), la carte d'état-major (1820-1866) et les cartes ou photos aériennes de l'IGN pour la période actuelle (1950 à aujourd'hui).

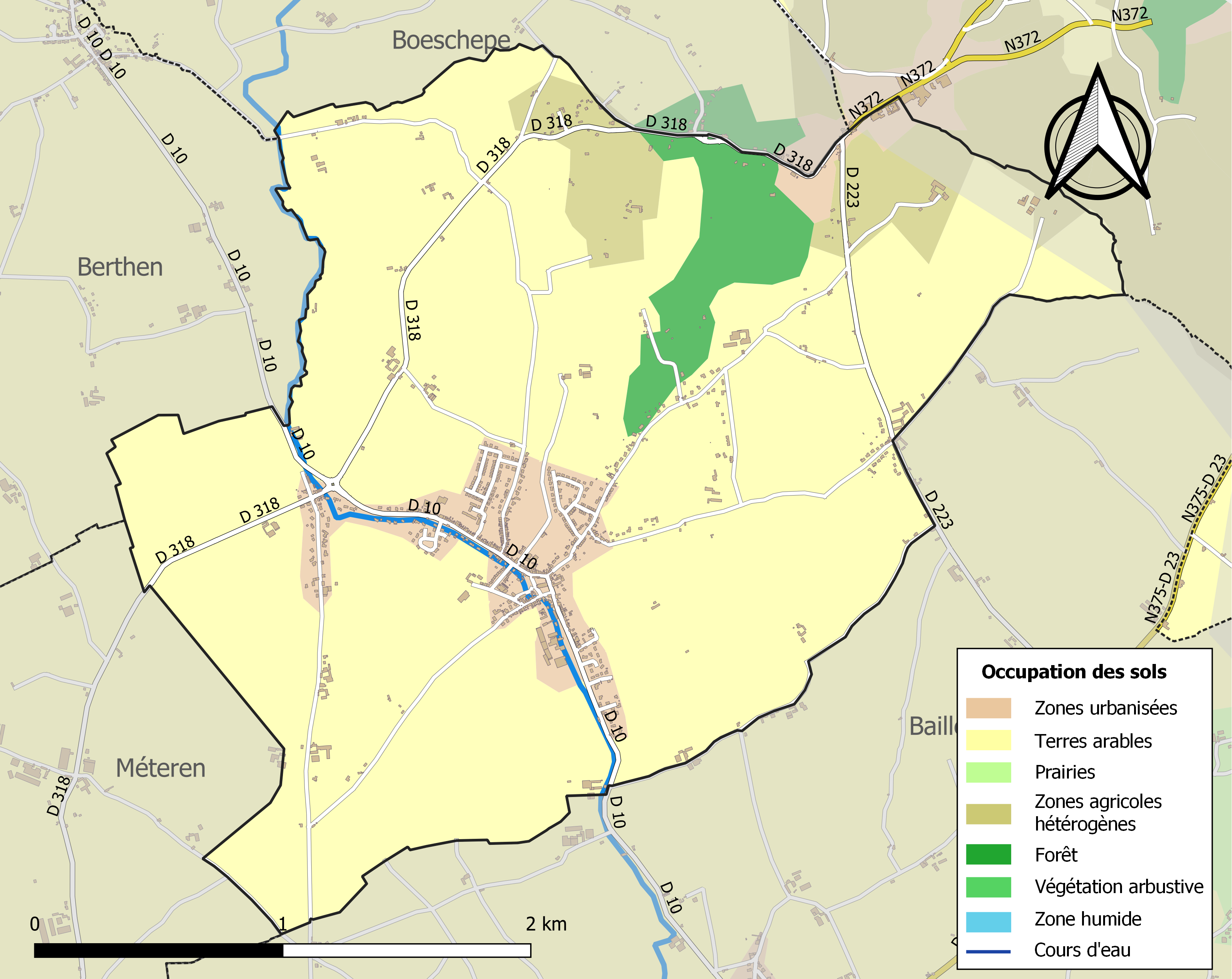
Carte des infrastructures et de l'occupation des sols de la commune en 2018 (CLC).

## Environnement
La commune est exposée au risque d'inondation, contre lequel un Plan de gestion globale et équilibrée des écoulements et des crues de la Grande Becque est en cours
 avec le Syndicat mixte pour le schéma d'aménagement et de gestion des eaux de la Lys (SYMSAGEL). Le projet de nouveau schéma directeur d'aménagement et de gestion des eaux (application de la Directive-cadre sur l'eau) a proposé en 2008/2009 un délai dérogatoire supplémentaire pour l'atteinte de l'objectif de bon état des eaux de ce cours d'eau, en raison de la teneur anormale en mercure de la Grande Becque (Meteren Becque) (affluent de la Lys qui s'étend sur environ 25 km entre le versant sud des Monts des Flandres et sa confluence avec la Lys, sur la commune de Steenwerck.

## Toponymie
Le nom de la localité est attesté sous la forme latine Sancti Joannis Capella en 1560. Sa compréhension est aisée et se traduit par la « Chapelle Saint-Jean ».
Sint-Jans Kapel en flamand. Littéralement: « Chapelle de Saint Jean ».
La paroisse voyait l'existence en ces lieux d'une église consacrée à Saint Jean-Baptiste qui fut brûlée en 1557 par les Gueux lors de leur jacquerie[réf. nécessaire].

## Histoire[24]
On pense qu'il y a existé un monastère dont la tradition fait remonter la démolition au XIIIe siècle. La dîme de ce village appartenait en grande partie au chapitre de Térouane. Au XVIe siècle, le nom de Sancti Joannis Capella était celui d'une division ecclésiastique du diocèse de Thérouane (1560).
puis le village passa dans le diocèse d'Ypres, doyenné de Bailleul.
La création de la commune de Saint-Jans-Cappel est relativement récente et remonte à l'époque de la Révolution française. Faisant partie de l'ambacht – ou châtellenie – de Bailleul, elle demeura très longtemps une paroisse indépendante sur laquelle l'ambacht exerça relativement peu d'influence. Le 8 août 1788, le roi Louis XVI décide de convoquer à Versailles les États Généraux pour le 1er mai 1789. Comme cela avait été le cas en 1614, il est demandé aux Français de rédiger des cahiers de doléances.
Le 26 mars 1789, les habitants de Saint-Jans-Cappel se réunissent et rédigent les cahiers de la paroisse. 46 foyers sur les 110 que comptait alors le village participent aux débats présidés par Pierre de Lacroix, bailli de la paroisse. C'est vraisemblablement lui qui mit en forme le cahier qui sera porté par Pierre Billiau et Benoît Hausselle à l'assemblée bailliagère de Bailleul du 30 mars 1789. Dans leurs doléances, les habitants de Saint-Jans-Cappel réclament notamment :
- la construction d'une route pavée passant par Bailleul, Saint-Jans-Cappel, Berthen et Boeschèpe
- davantage d'argent pour l'entretien des pauvres très nombreux dans la paroisse
- une répartition des terres agricoles entre ceux qui la cultivent alors qu'ils n'en sont pas propriétaires.
- l'érection du village en véritable municipalité indépendante

Un an plus tard, la paroisse de Saint-Jans-Cappel obtient officiellement le statut de commune.
Paisible village aux chemins défoncés rendant toute communication difficile, Saint-Jans-Cappel semblait devoir échapper à la tourmente révolutionnaire. Pourtant, la Révolution y exerça, ici comme ailleurs, son influence. L'église fut fermée et le mobilier vendu à l'encan. Le maître-autel fut acheté par un paroissien qui le restitua après la tourmente. Le 25 floréal an VII (14 mai 1794), l'église est adjugée pour la somme de 42 500 francs à des habitants de la commune qui ne voulaient pas qu'elle soit utilisée à des usages profanes. Les prêtres de la paroisse refusèrent de prêter serment à la constitution civile du clergé et furent condamnés à la déportation. Des curés constitutionnels furent nommés, mais aucun ne fut réellement accepté par la population.
En 1802, à la signature du concordat entre Bonaparte et le pape Pie VII, le calme revient, et l'ancien vicaire reprend l'exercice public du culte.
À la fin du XIXe siècle, les passions se déchaîneront, comme partout en France, lors de l'instauration par Jules Ferry de l'enseignement public, laïc, gratuit et obligatoire. Elles atteindront leur paroxysme en 1905 lorsque sera votée la loi de séparation de l'Église et de l'État. Dans la Flandre très catholique, l'épisode des inventaires a laissé des traces assez profondes dans les esprits (affaire du Capitaine Magniez). Requis pour effectuer l'inventaire de l'Eglise de Saint-Jans-Cappel, le capitaine Alphonse Magniez, à la tête d'une compagnie du 8e régiment d'infanterie, de cuirassiers, de sapeurs du Génie et de gendarmes, a refusé au commissaire de police le concours des sapeurs pour forcer la porte de l'église de ce village le 20 novembre 1906. Il est condamné à la destitution et à la perte de son grade en décembre 1906, il quitte l'Armée sans aucun droit à la retraite, alors qu'il comptait 23 ans de service.
Avec la Grande Guerre, la commune devait connaître les heures les plus sombres de son histoire. D'octobre 1914 à avril 1918, Saint-Jans-Cappel fut transformée en camp militaire. Des soldats de toutes armes et de toutes nationalités y séjournèrent : Français, Anglais, Écossais, Irlandais et Indiens venaient s'y reposer quelques jours en arrière du front avant de repartir dans les tranchées.
En mars 1918, les Allemands lancent une vaste offensive sur le front Armentières – La Bassée. De violents combats ont lieu autour de Bailleul. Dans les premiers jours d'avril, l'autorité militaire donne l'ordre d'évacuer le village. Celui-ci subit alors un bombardement terrible qui détruit et incendie la plupart des habitations. À la mi-août, Foch, généralissime des armées alliées, lance la contre-offensive et fait reculer les Allemands qui finiront par capituler le 11 novembre 1918.
Le bilan de la guerre dans le nord de la France est terrible. Partout, ce ne sont que ruines et désolation. Saint-Jans-Cappel dénombre 51 de ses enfants tombés à l'ennemi, ainsi que 3 victimes civiles. Il faudra dix ans pour reconstruire le village. Cela valut à la commune l'attribution de la Croix de Guerre 1914-1918.
De septembre 1939 à mai 1940, durant la drôle de guerre, de nombreux soldats français ainsi que des troupes venues d'Afrique du Nord séjourneront dans les fermes du village. Le 10 mai 1940, Hitler lance son armée contre les Pays-Bas, la Belgique et le Luxembourg. Quelques jours plus tard, le 23 mai 1940, des troupes allemandes pénètrent à Saint-Jans-Cappel. Pendant quatre ans, le village vivra à l'heure allemande. La Kommandantur s'installe chez le secrétaire de mairie, Joseph Degroote. L'occupation est marquée par les privations, les cartes et les tickets de rationnement.
Le 6 juin 1944, les troupes alliées débarquent en Normandie. Trois mois plus tard, le 6 septembre au matin, des colonnes allemandes battant en retraite, traversent le village en direction du Mont-Noir. Vers 10 heures, des blindés polonais arrivent au Schaexhen, en provenance de Saint-Omer. Quelques instants plus tard, des jeunes se précipitent vers l'église et font sonner les cloches pour annoncer la libération, alors qu'un motard canadien s'arrête sur la place du village aussitôt entouré par la population.
À la signature de l'Armistice du 8 mai 1945, le bilan pour la commune n'est pas aussi tragique qu'en 1918. Si les cinq années d'occupation ont été marquées par le rationnement et les privations, on déplore néanmoins huit morts dont trois victimes civiles. Les cinquante-neuf prisonniers de guerre rentrèrent pratiquement tous, les premiers après quelques mois de captivité, les derniers en 1945. Un Cappelois dut subir les brutalités et les tortures de la Gestapo et fut déporté politique au camp de Mauthausen.

## Héraldique
|  | Les armes de Saint-Jans-Cappel se blasonnent ainsi : D'or à la croix de vair cantonnée au 1er d'un agneau pascal d'argent, la tête nimbée et contournée, le guidon chargé d'une croisette de sable brochant sur la croix. |

## Politique et administration
Maire de 1802 à 1807 : Billiau,.
| Période                                  | Période   | Identité                                    | Étiquette   | Qualité |
| ---------------------------------------- | --------- | ------------------------------------------- | ----------- | --- |
| ...                                      | 1831      | Martin Jacques Billiau                      |             | Cultivateur |
| 1831                                     | 1866      | Louis Eugène Billiau                        |             | Fils du précédent, cultivateur |
| 1866                                     | 1871      | Théophile Auguste Lebleu                    |             | Cultivateur |
| 1871                                     | 1884      | Louis Joseph Becue                          |             | |
| 1884                                     | 1889      | Vital Bacrot                                |             | |
| 1889                                     | 1910      | Théodule Joseph Naeye                       |             | Brasseur |
| 1910                                     | 1914      | Théophile Boddaert                          |             | précédemment adjoint |
| 1922                                     | 1929      | C. Verbaere                                 |             | |
| 1929                                     | 1960      | Michel Boddaert                             |             | |
| 1960                                     | mars 1983 | Maurice Flauw                               | SE          | Société civile |
| mars 1983                                | juin 1995 | André Deberdt                               | SE          | Société civile |
| juin 1995                                | mars 2014 | Dominique Hallynck                          | UDF - MoDem | Conseiller général du Canton de Bailleul-Sud-Ouest (2001-2008) 1er Président de la CCFI (communauté de communes de Flandre intérieure) (01 janvier 2014-18 avril 2014) |
| mars 2014                                | En cours  | César Storet Réélu pour le mandat 2020-2026 | SE          | Société civile, vice-président chargé du développement culturel et de l'identité du territoire de la CCFI                                                              |
| Les données manquantes sont à compléter. |           |                                             |             | |

## Population et société

### Démographie

#### Évolution démographique
L'évolution du nombre d'habitants est connue à travers les recensements de la population effectués dans la commune depuis 1793. Pour les communes de moins de 10 000 habitants, une enquête de recensement portant sur toute la population est réalisée tous les cinq ans, les populations de référence des années intermédiaires étant quant à elles estimées par interpolation ou extrapolation. Pour la commune, le premier recensement exhaustif entrant dans le cadre du nouveau dispositif a été réalisé en 2006.

En 2022, la commune comptait 1 609 habitants, en évolution de −6,99 % par rapport à 2016 (Nord : +0,51 %, France hors Mayotte : +2,11 %).
| 1793 | 1800 | 1806 | 1821 | 1831 | 1836 | 1841  | 1846  | 1851  |
| ---- | ---- | ---- | ---- | ---- | ---- | ----- | ----- | ----- |
| 910  | 695  | 972  | 939  | 982  | 994  | 1 044 | 1 099 | 1 100 |

| 1856  | 1861  | 1866  | 1872  | 1876  | 1881  | 1886  | 1891  | 1896  |
| ----- | ----- | ----- | ----- | ----- | ----- | ----- | ----- | ----- |
| 1 089 | 1 070 | 1 041 | 1 070 | 1 128 | 1 179 | 1 223 | 1 282 | 1 317 |

| 1901  | 1906  | 1911  | 1921  | 1926  | 1931  | 1936  | 1946  | 1954  |
| ----- | ----- | ----- | ----- | ----- | ----- | ----- | ----- | ----- |
| 1 384 | 1 408 | 1 362 | 1 108 | 1 167 | 1 096 | 1 189 | 1 264 | 1 173 |

| 1962  | 1968  | 1975  | 1982  | 1990  | 1999  | 2006  | 2011  | 2016  |
| ----- | ----- | ----- | ----- | ----- | ----- | ----- | ----- | ----- |
| 1 072 | 1 060 | 1 145 | 1 105 | 1 351 | 1 472 | 1 465 | 1 707 | 1 730 |

| 2021  | 2022  | - | - | - | - | - | - | - |
| ----- | ----- | - | - | - | - | - | - | - |
| 1 642 | 1 609 | - | - | - | - | - | - | - |

#### Pyramide des âges
La population de la commune est relativement jeune.
En 2018, le taux de personnes d'un âge inférieur à 30 ans s'élève à 34,7 %, soit en dessous de la moyenne départementale (39,5 %). À l'inverse, le taux de personnes d'âge supérieur à 60 ans est de 25,1 % la même année, alors qu'il est de 22,5 % au niveau départemental.
En 2018, la commune comptait 855 hommes pour 859 femmes, soit un taux de 50,12 % de femmes, légèrement inférieur au taux départemental (51,77 %).
Les pyramides des âges de la commune et du département s'établissent comme suit.
| Hommes | Classe d’âge | Femmes |
| ------ | ------------ | ------ |
| 0,5    | 90 ou +      | 1,0    |
| 6,5    | 75-89 ans    | 8,4    |
| 17,2   | 60-74 ans    | 16,7   |
| 20,2   | 45-59 ans    | 21,0   |
| 18,8   | 30-44 ans    | 20,3   |
| 17,6   | 15-29 ans    | 15,6   |
| 19,2   | 0-14 ans     | 17,0   |

| Hommes | Classe d’âge | Femmes |
| ------ | ------------ | ------ |
| 0,5    | 90 ou +      | 1,4    |
| 5,3    | 75-89 ans    | 8,1    |
| 14,8   | 60-74 ans    | 16,2   |
| 19,1   | 45-59 ans    | 18,4   |
| 19,5   | 30-44 ans    | 18,7   |
| 20,7   | 15-29 ans    | 19,1   |
| 20,2   | 0-14 ans     | 18     |

## Lieux et monuments

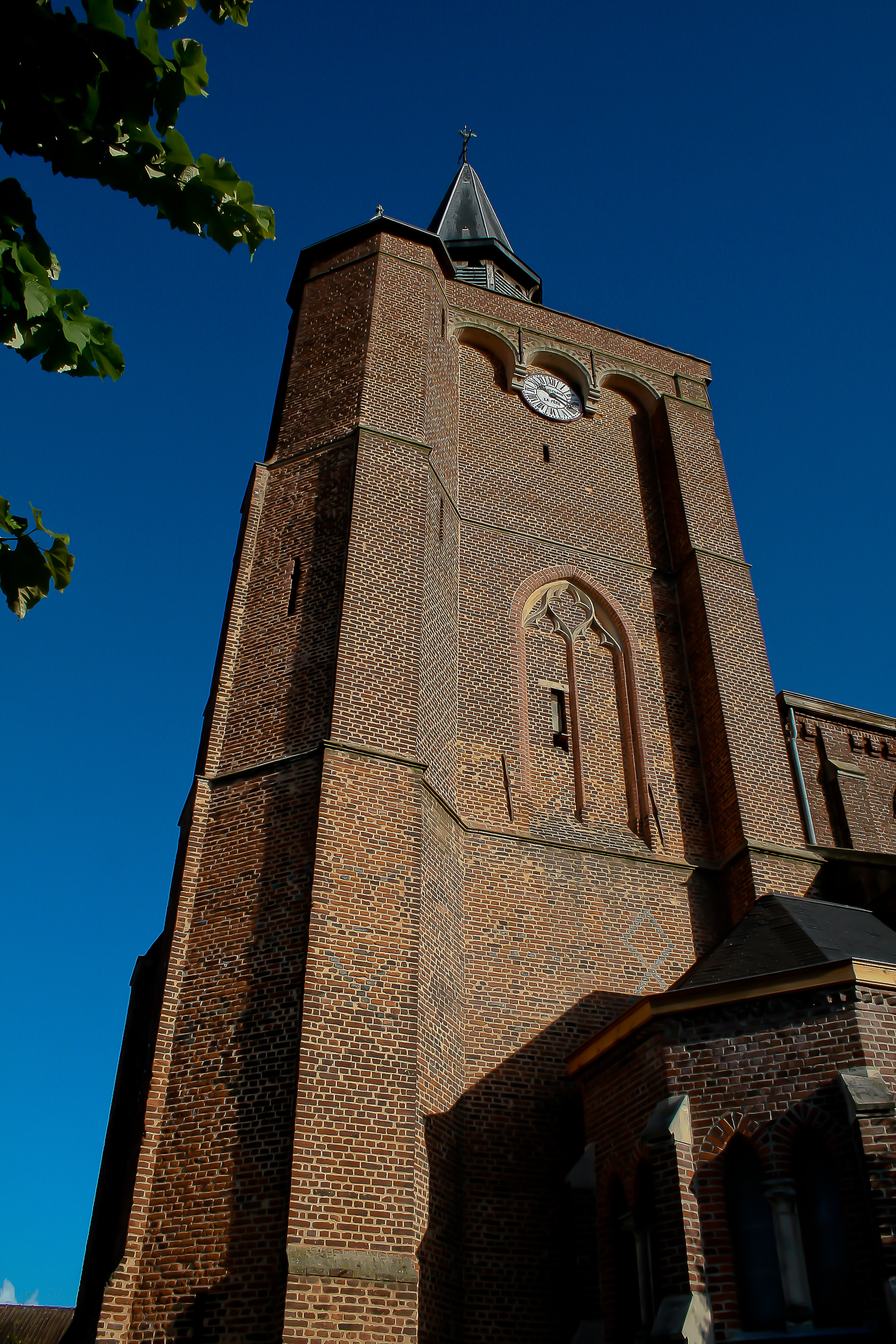
Saint Jans Cappel - La tour St Jean Baptiste - 1557

- Église Saint-Jean-Baptiste et sa tour du XVIe siècle : L'église, dédiée à Saint Jean-Baptiste, bâtie en 1557, a été brûlée par les Gueux. Elle a été reconstruite depuis, le bâtiment actuel ayant trois nefs. L'église possède un orgue[42] et un petit jardin botanique.
- Chapelle Notre Dame de Bonsecours
- Grotte Notre-Dame de la Salette
- Cimetière Militaire Anglais 14-18
- La borne Vauthier no 36 Route de Bailleul à Saint-Jans-Cappel
- Villa Marguerite Yourcenar
- Musée Marguerite-Yourcenar
- Mont Noir - Alt:152 mètres
- Parc départemental Marguerite Yourcenar (mont Noir) avec ses Jacinthes des Bois
- Houblonnière et pommeraie
- La Ferme flamande
- Les Étangs des trois Fontaines

Depuis 2009, Saint-Jans-Cappel fait partie du réseau Village Patrimoine, coordonné par les Pays de Flandre.

### Chemins de randonnée
Balades à partir de la commune : le sentier du Mont Noir (9,5 km),ainsi que le Sentier des Jacinthes.

## Personnalités liées à la commune
- Alphonse Magniez, capitaine de l'armée française au début du XXe siècle
- Marguerite Yourcenar (1903-1987)[43] (voir villa Marguerite Yourcenar)

## Sports et activités
- aïkido, football, tennis de table, gymnastique, cirque, danse moderne, équitation et attelage, randonnée pédestre, VTT, Badminton
- Festival des "Les Guillerettes" le dernier week-end de juin
- Trail : Point de départ et d'arrivée du Nord Trail Monts de Flandres depuis l'édition 2022

## Pour approfondir

## Galerie

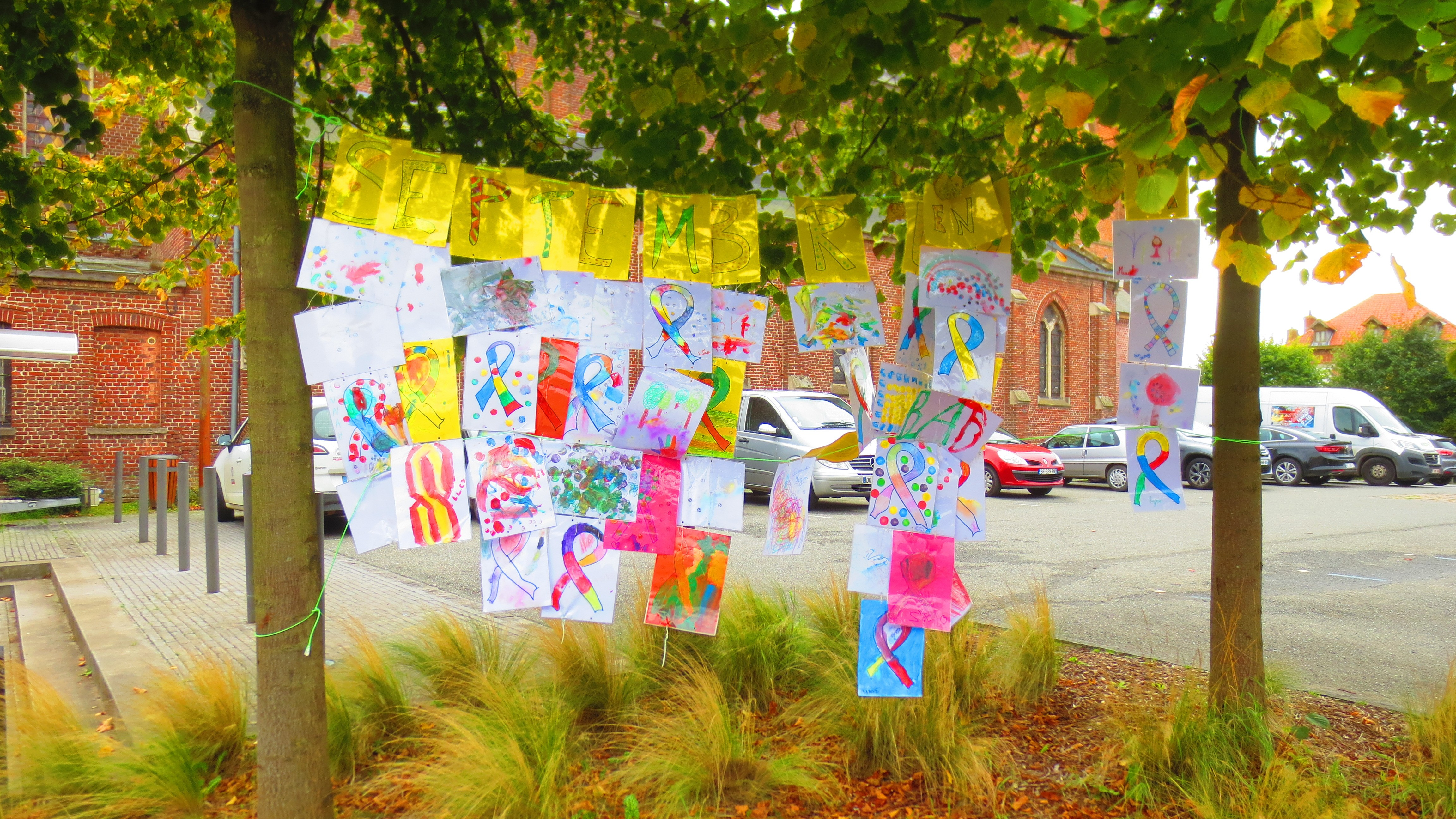
La place.
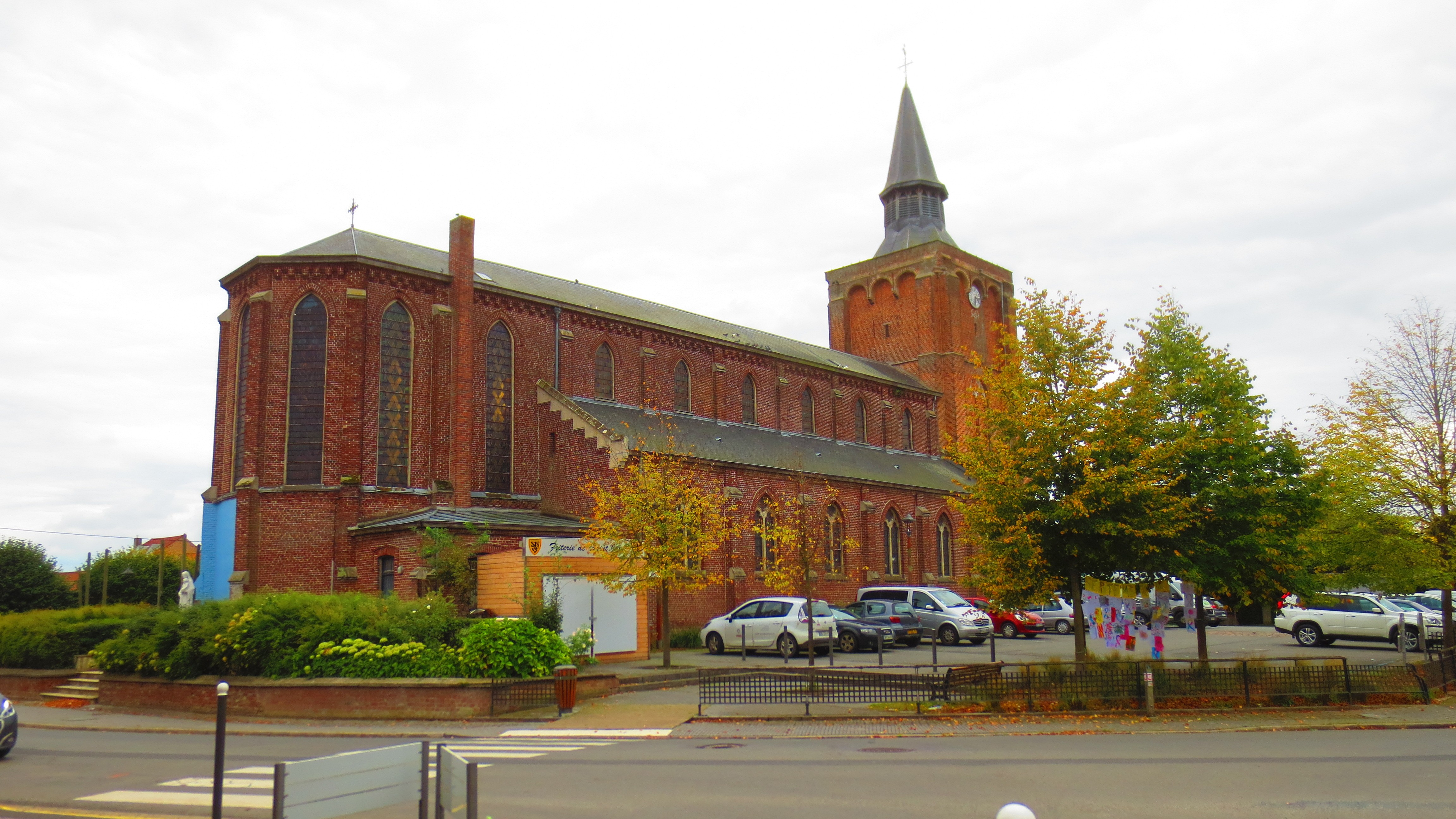
L'église.
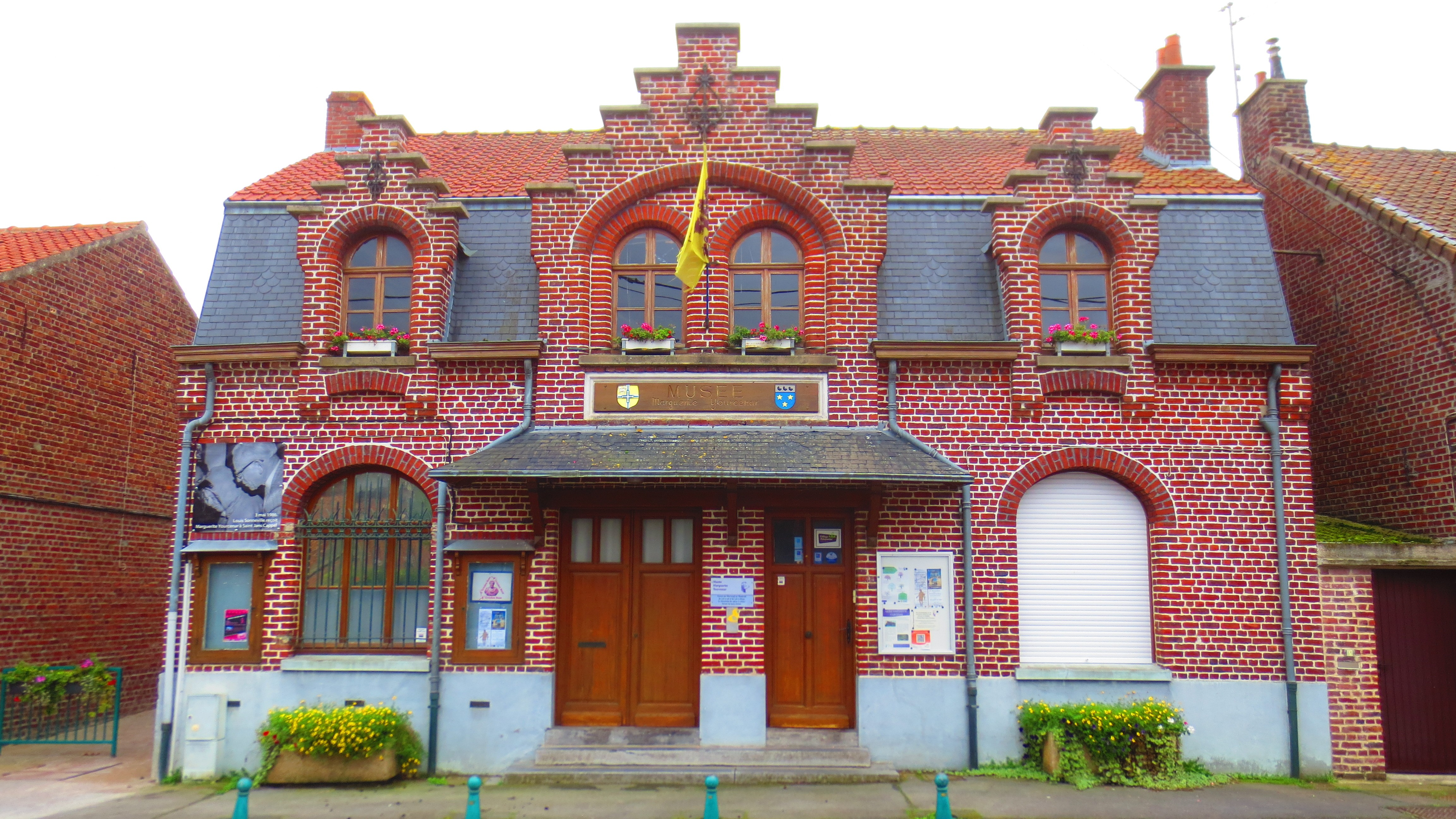
Le musée.
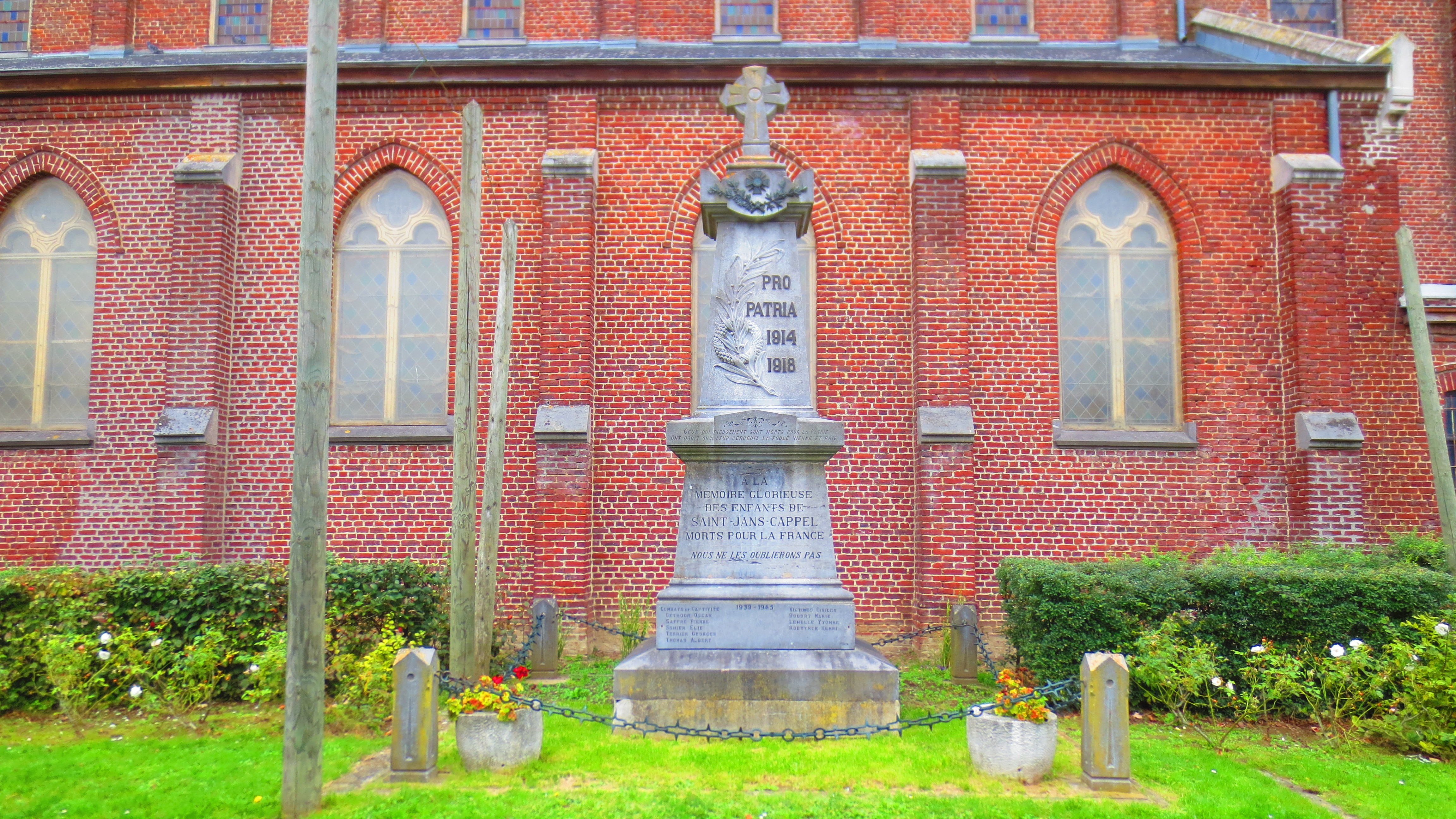
Le monument aux morts.